# مزرعه مروجی
مزرعه مروجی یک منطقهٔ مسکونی در ایران است که در دهستان جنگل (فسا) واقع شده‌است. مزرعه مروجی ۸۸ نفر جمعیت دارد.